# Comuna Avren, Varna
Avren (în bulgară Аврен) este o comună în regiunea Varna, Bulgaria, formată din 17 sate. 

## Localități componente

### Sate
| - Avren - Benkovski - Bliznați - Bolearți - Dobri Dol - Dăbravino | - Iunak - Kazașka Reka - Kitka - Krușa - Ravna Gora | - Sindel - Trăstikovo - Zdraveț - Priselți - Sadovo - Țarevți |

## Demografie
Componența etnică a obștinei Avren
     Romi (10,52%)
     Nicio identificare (7,03%)
     Turci (17,51%)
     Bulgari (63,41%)
     Altele (1,51%)
La recensământul din 2011, populația comunei Avren era de 8.574 locuitori. Din punct de vedere etnic, majoritatea locuitorilor (63,41%) erau bulgari, existând și minorități de romi (10,52%) și turci (17,51%). Pentru 7,03% din locuitori nu este cunoscută apartenența etnică.